# Varvarînți, Terebovlea
Varvarînți (în ucraineană Варваринці) este un sat în comuna Strusiv din raionul Terebovlea, regiunea Ternopil, Ucraina.

## Demografie
Componența lingvistică a localității Varvarînți
     Ucraineană (99,78%)
     Alte limbi (0,22%)
Conform recensământului din 2001, majoritatea populației localității Varvarînți era vorbitoare de ucraineană (99,78%), existând în minoritate și vorbitori de alte limbi.